# Alexia Bryn
Alexia Bryn (n. 24 martie 1889, Oslo, Suedia-Norvegia – d. 19 iulie 1983, Oslo, Norvegia) a fost o patinatoare artistică ce a reprezentat Norvegia, medaliată olimpică. A participat la o ediție a Jocurilor Olimpice (1920) în care a câștigat o medalie de argint.

## Participări
Lista de mai jos prezintă principalele competiții la care a participat Alexia Bryn de-a lungul carierei.
- patinage artistique aux Jeux olympiques d'été de 1920 – couples[*]